# Ewout Holst
Ewout Holst (Den Haag, 8 oktober 1978) maakte deel uit van de Nederlandse zwemploeg bij de Olympische Spelen van 2000 in Sydney. Het toernooi liep uit op een deceptie voor de sprinter, omdat de estafetteploeg op de 4 × 100 meter vrije slag in de series werd gediskwalificeerd wegens een te vroege overname van Dennis Rijnbeek.
Na vele omzwervingen als gevolg van de werkzaamheden van zijn vader belandde Holst via Curaçao, Maleisië en Engeland in de jaren negentig in Duitsland, waar de specialist op de kortebaan (25 meter) zich aansloot bij de zwemploeg van het Department of Defence Schools in Bonn onder leiding van de Amerikaanse trainer Steve Selthoffer. Terug in Nederland bleek Holst snel aansluiting te kunnen vinden bij de nationale top. In 1998 dwong de zwemmer van DWK deelname af aan de Europese kampioenschappen kortebaan in Sheffield, als stand-in op de 4 × 50 meter vrije slag.
Holsts internationale doorbraak bleef uit, al plaatste hij zich wel voor de wereldkampioenschappen van 2001 in Fukuoka. In Japan reikte hij tot de finale van zijn favoriete nummer, de 50 meter vlinderslag. Dat is echter geen olympisch nummer. In het najaar van datzelfde jaar sloot Holst zich aan bij Topzwemmen Amsterdam, maar ook daar wist hij niet de gewenste vorderingen te maken. Na de voor hem teleurstellend verlopen Europese kampioenschappen van 2004 in Madrid zette Holst een punt achter zijn topsportloopbaan.